# I Will Not Listen
I Will Not Listen er navnet på den danske rockband VETO's første udgivelse – en EP på 5 numre inklusive singlen "You Are A Knife". EP'en blev udgivet på Tabu Records i 2005.

## Spor
- You are a knife
- From A to B
- Cannibal
- Nemesis, babe
- Reset